# Antikörperabhängige zellvermittelte Zytotoxizität
Unter ADCC (engl. kurz für antibody-dependent cell-mediated cytotoxicity, dt.: ‚antikörperabhängige zellvermittelte Toxizität‘) versteht man einen immunologischen Mechanismus, bei dem eine antikörperbeladene Zielzelle durch eine Effektorzelle des Immunsystems zerstört wird. Die Rolle der Effektorzelle wird dabei vor allem von NK-Zellen, aber auch von Makrophagen, dendritischen Zellen, sowie von neutrophilen und eosinophilen Granulozyten übernommen. Damit stellt die ADCC eine Verbindung zwischen angeborenem und dem adaptiven Immunsystem dar.

Chemotaxis von Granulozyten, Erläuterungen in der Bildbeschreibung

Dieser Mechanismus setzt voraus, dass bereits spezifische Antikörper gebildet wurden und diese an die Zielzelle gebunden sind. Um diese Antikörper binden zu können, exprimieren humane NK-Zellen sogenannte Fcγ-Rezeptoren, wie CD16a oder CD32, die in der Lage sind, die Fc-Domäne von Immunglobulinen zu erkennen. Sobald der Kontakt zwischen NK-Zelle und dem Komplex aus Antikörper und Zielzelle zustande kommt, schüttet die Effektorzelle neben Interferon-γ auch zytotoxische Proteine aus. Dazu gehören in erster Linie zwei verschiedene, aber synergistisch wirkende Proteinklassen: Erstens die Perforine, die die Zellmembran der Zielzelle durchdringen und dort eine Pore bilden; zweitens die Granzyme, die durch diese Poren in die Zelle eindringen und dort als Serinproteasen die Apoptose auslösen können.
Die ADCC steht immunologisch der CDC (kurz für complement dependent cytotoxicity, dt.: ‚komplementabhängige Toxizität‘) gegenüber. Der wesentliche Unterschied besteht darin, dass bei letzterer die Zerstörung der Zielzelle ohne Mithilfe einer Effektorzelle eintritt und stattdessen das Komplementsystem aktiviert wird. Beide Prozesse sind auf Proteinebene miteinander verknüpft und können sich gegenseitig beeinflussen. Allerdings ist bisher noch unklar, ob dieser gegenseitige Einfluss vorwiegend inhibierend oder verstärkend ausfällt.
Beide Mechanismen werden bei der Therapie von Tumoren mit monoklonalen Antikörpern ausgenutzt, so etwa Rituximab – ein Anti-CD20-Antikörper, der bei der Behandlung von Non-Hodgkin-Lymphomen eingesetzt wird.